# Miguel Ángel de Amor Saavedra
Miguel Ángel de Amor Saavedra (Mula, 1975) es un político español, que fue consejero de Agua, Agricultura, Ganadería y Pesca de la Región de Murcia.
Entre 1995 y el año 2000 trabajó en el CEBAS -CSIC en labores de transferencia tecnológica hídrica, gestión de programas de modernización de regadíos y del Programa de Asesoramiento en Riegos, así como en el desarrollo e implantación de la web agronómica para información en tiempo real al agricultor.
Funcionario de carrera desde el año 2000, ha desempeñado su labor como técnico de la Dirección General de Desarrollo Rural y posteriormente en la Dirección General del Agua.
Autor de diversos artículos sobre modernización de regadíos y tecnología del agua, así como de proyectos de infraestructuras rurales y modernización de regadíos.
Desde 2017 ha sido director general del Agua de la Consejería de Agua, Agricultura, Ganadería y Pesca.